# Ferdinand Maximilian Starck
Ferdinand Maximilian Starck (* 1. November 1778 in Frankfurt am Main; † 18. Mai 1857 ebenda) war ein deutscher Jurist und Politiker.
Starck war ein Sohn von Johann Martin Starck (1727–1796) und Maria Magdalena Schlosser. Seine Großväter waren der Theologe Johann Friedrich Starck und Erasmus Carl Schlosser. Der Jurist Johann Martin Starck war sein Bruder.
Nach dem Studium der Rechtswissenschaften an der Universität Erlangen ließ er sich als Advokat in Frankfurt nieder. Ab 1808 war er Archivar am Frankfurter Stadtarchiv. Als städtischer Syndikus wurde er 1816 Senator und 1828 zum Älteren Bürgermeister der Freien Stadt Frankfurt gewählt.
Später wurde er Gerichtsschultheiß und Appellationsgerichtspräsident der Freien Stadt Frankfurt.
Starck war verheiratet mit Johanna Caroline von Glauburg, der Tochter von Heinrich Ludwig von Glauburg.